# Grã-Bretanha nos Jogos Olímpicos de Verão de 1980
O Reino Unido competiu como Grã-Bretanha e Irlanda do Norte nos Jogos Olímpicos de Verão de 1980 em Moscou, quando ainda era parte da União Soviética.